# 夺丰水库
夺丰水库是中国河南省鹤壁市淇县境内的一座水库，位于思德河上，建于1972年。水库正常库容为816万立方米，集雨面积为58平方千米，海拔为193.7米。